# Ichneumon nigratorius
Ichneumon nigratorius är en stekelart som beskrevs av Müller 1776. Ichneumon nigratorius ingår i släktet Ichneumon och familjen brokparasitsteklar. Inga underarter finns listade i Catalogue of Life.